# Escuela Valenciana de historieta
Se conoce por Escuela Valenciana a la generación de autores de cómics que trabajó para editoriales como Valenciana o Maga y otras menores como José Luis Aguilar, Creo y Lerso, así como para la prensa valenciana, desde los años 40 a 60 del siglo pasado. Comprende, por lo tanto, a dibujantes como Manuel Gago, Karpa, Jesús Liceras, Palop, José Sanchis Grau o Eduardo Vañó, entre otros muchos. Entre los guionistas, pueden citarse a Federico Amorós, Pablo Gago, Pedro Quesada y Vicente Tortajada, responsables del 80% de todos los cuadernos que fueron editados.
En los años 80, época en que tanto editorial Valenciana como el tebeo clásico entraron en crisis, surgió en Valencia una generación de autores (Mique Beltrán, Micharmut, Sento o Daniel Torres) conocida como la Nueva Escuela Valenciana.

## Características
En términos generales, este cómic valenciano puede distinguirse de las otras dos grandes escuelas contemporáneas del país (Bruguera y TBO) por una serie de características:
En las historietas de acción y de grafismo realista, deben señalarse dos grupos de autores debido a sus diferencias de estilo y métodos de trabajo:
- Una primera escuela valenciana, caracterizada por su autodidactismo, su vigor narrativo y prolífica producción,[3] que se vincula a empresas como Valenciana y Maga y en torno a la figura de Manuel Gago.[4] Está constituida, aparte del propio Gago, por autores como Luis Bermejo, José Ortiz o Miguel Quesada.
- Un segundo grupo de autores, de dibujo más académico y producción más cuidada, como Juan González Alacreu, Luis Coch, Emilio Frejo, José Grau, José Luís Macías Sampedro, Agustín Navarro Costa o Alfredo Sanchis Cortés, muchos de los cuales se dedicarían a la pintura y la ilustración.[3]

En las historietas de humor y de dibujo caricaturesco:
- Comicidad inofensiva, centrada en el absurdo en lugar del gag visual y que busca provocar la risa más que la carcajada.
- Dibujo sintético y, en términos académicos, más acabado, con "profusión de fondos, cambio de perspectiva, profundidad de campo" y un cierto estatismo.[5]

## Historia

### Precedentes (1926-39)
Los primeros tebeos de producción valenciana aparecen a finales de los años 20: Gente Menuda del diario Las Provincias en 1926, Boby y sobre todo Los Chicos de El Mercantil Valenciano en 1929. Entre las historietas autóctonas de este último tebeo, cabe destacar Las aventuras de Colilla y su pato Banderilla de Juan Pérez del Muro, la más importante del período, y Fábulas ilustradas de Luis Dubón. 
Ya en los años 30, el editor italiano Enrique Guerri Giacomelli abandonará la publicación de folletines para lanzar el tebeo KKO (1932), que sigue el modelo de TBO, y el cuaderno de aventuras El As de los Exploradores (1934-¿1939?) de José Grau. Otra revista importante es Niños (1935), rebautizada dos años después como Meñique en honor de su personaje estrella, dibujado por Cabedo Torrent. Todos estos tebeos, y algún otro de intención propagandística como Pionerín (1937) dejarán de publicarse al finalizar la guerra civil española.

### Inicios (1941-50)
Según Pedro Porcel, no puede hablarse de una forma de entender la historieta diferente a la del resto del país hasta 1943. Todavía la editorial Guerri editará Ultus, el rey de la selva (1943) de Enrique Pertegás Ferrer y Tolín, aventuras de un golfillo madrileño (1948) de Pérez Maset, pero las principales producciones serán obra de Editorial Valenciana, que busca repetir el éxito de Roberto Alcázar y Pedrín (1941) de Eduardo Vañó. Lo logrará con El Guerrero del Antifaz (1943) y El Pequeño Luchador (1945) de Manuel Gago y La Pandilla de los Siete (1945) de Miguel Quesada, junto a la revista Jaimito (1944), de José Soriano Izquierdo y Antonio Ayné.

### Cénit (1950-65)
Nuevas revistas destinadas originalmente al público infantil aparecieron, de mano de Valenciana: Mariló (1950) y Pumby (1955).
En 1951 Manuel Gago fundó la Editorial Maga, pero fueron los hermanos Pedro y Miguel Quesada quienes la afianzaron gracias a Pacho Dinamita y Tony y Anita, mientras Valenciana lanzaba Purk, el hombre de piedra (1950) o El espadachín enmascarado (1952), del propio Gago. Siguieron luego otros como Milton el corsario (1956), Yuki, el Temerario (1958) y Hazañas de la juventud audaz (1959).
En 1958 Maga produjo tres de los cuadernos de aventuras más importantes de la década (Apache, Pequeño Pantera Negra y Bengala), al mismo tiempo que surgía la editorial Creo, que presentó, durante un breve tiempo, una alternativa al estilo habitual de estos. Hay que destacar finalmente el éxito del suplemento de prensa "La hora del recreo", con su personaje Chispa.

### La decadencia (1966-85)
A mediados de los años 60, María Consuelo Reyna se situó al frente de la Delegación en Valencia de la Comisión de Información y Publicaciones Infantiles y Juveniles. Su aplicación de una rigurosa censura a los cuadernos de aventuras locales, los cambios sociales y la difusión de nuevas formas de ocio, como la televisión, arruinaron el mercado de estas historietas y la misma Editorial Maga dejó de editarlas en 1966.
La Editorial Valenciana vio, por su parte, como muchos de sus autores empezaron a trabajar también para Editorial Bruguera desde principios de los años 70. Es el caso de Carbó, Rojas, Sifré o el mismísimo José Sanchis Grau. Otros, como Luis Bermejo, Jaime Brocal Remohí y José Ortiz optaron por editoriales extranjeras, como la Warren Publishing.
Ya en los años ochenta, la nueva generación de autores valencianos (Mique Beltrán, Micharmut, Sento, o Daniel Torres) rompió formalmente con todo lo anterior, dando lugar a la Nueva escuela valenciana.